# Thyreus truncatus
Thyreus truncatus är en biart som först beskrevs av Pérez 1883.  Thyreus truncatus ingår i släktet Thyreus och familjen långtungebin. Inga underarter finns listade i Catalogue of Life.